# Estadio Luis Álamos Luque
El Estadio Luis Álamos Luque, se encuentra ubicado en la ciudad de Chañaral (Chile). Su propietario es el gobierno regional de Atacama, en mancomunidad con la Ilustre Municipalidad de Chañaral. El recinto tiene  una capacidad de 3000 espectadores, potente iluminación y cancha de pasto sintético, inaugurada en 2007.
El estadio lleva el nombre del destacado exfutbolista y entrenador chileno Luis "El Zorro" Álamos, nacido en Chañaral, que dirigió a Universidad de Chile en sus títulos de 1959, 1962, 1964 y 1965, gestando el equipo conocido como Ballet Azul; a Colo-Colo, llevándolo al subcampeonato de Copa Libertadores de América en 1973, y a la selección de fútbol de Chile en los campeonatos mundiales de Inglaterra 1966 y Alemania 1974.

## Descripción
Las luminarias fueron inauguradas en 2003, en ceremonia que contó con la presencia del entonces alcalde Héctor Volta Rojas, y Clara Ossandón Arredondo, gobernadora provincial de Chañaral. La medida provocó el repudio de los vecinos de las calles colindantes, pues alegan no poder dormir con tanta luz.[cita requerida]
Tras años de estudios y con la noticia de que el Salvador cierra, la Municipalidad de Chañaral decidió instalar una capa de pasto sintético en la superficie del recinto deportivo ante la posibilidad de que Cobresal juegue como local en Chañaral, y de que la ciudad busque entrar con un equipo en la competencia de la Tercera división chilena. La obra estaba lista en abril de 2007, con un costo cercano a los 300 millones de pesos En su inauguración estuvieron presentes Viviana Ireland, entonces intendenta de Atacama y el alcalde Héctor Volta.
Posiblemente se amplíen las graderías, que en estos momentos son de madera.